# Estación de Ufá
La estación de Ufá (en ruso: Уфа станция, en baskir: Өфө станция) es la principal estación de ferrocarril de Ufá, Rusia, ubicado en el distrito Sovetsky de Ufá en la dirección histórica del ferrocarril Transiberiano. La estación fue inaugurada en 1888, pero ha sido renovada en numerosas ocasiones. En términos gerenciales, la estación pertenece a la región bashkir del ferrocarril de Kuybyshev.

## Historia
La historia de la estación de Ufa está asociada con la construcción del ferrocarril Samara-Ufa, que comenzó en 1885 y en 1888 fue llevada a la ciudad de Ufa. En 1888, la estación comenzó a funcionar como el destino final del ferrocarril.
En 1890, se construyó la sección Ufa-Zlatoust. En 1892, se construyó la sección Zlatoust-Cheliábinsk. Desde la apertura del tráfico en el ferrocarril transiberiano y en la sucursal Ekaterimburgo-Cheliábinsk (1896) hasta la apertura del ferrocarril San Petersburgo-Vologda-Vyatka (1906), la estación se ubicó en la única vía de ferrocarril que conecta Rusia y Europa con los Urales, Siberia y el Lejano Oriente.
La ubicación de la estación de ferrocarril de Ufa se determinó en 1885, y su primer edificio en estilo ecléctico fue operado desde 1888 hasta 1967 (arquitecto F. F. Essen). El moderno edificio de la estación de Ufa fue construido en 1968 (proyecto K. Gottlieb). Su reconstrucción comenzó en mayo de 2006. La primera etapa de la estación renovada se inauguró el 17 de diciembre de 2008.